# Andrzej Obryński
Andrzej Obryński herbu Charyton – sędzia ziemski nowogródzki w 1625 roku, poborca nowogródzki w 1609 roku.
Poseł powiatu nowogródzkiego na sejm warszawski 1626 roku. Poseł na sejm nadzwyczajny 1629 roku.
Poseł na sejm zwyczajny 1637 roku, sejm 1638 roku, sejm 1641 roku.
Elektor w 1632 i 1648 roku z województwa nowogródzkiego.